# Brayan Medina
Brayan Stiven Medina Hurtado (Villavicencio, 4 marzo 2002) è un calciatore colombiano, difensore del Tondela.

## Caratteristiche tecniche
È un difensore centrale.

## Carriera

### Club
Cresciuto nel settore giovanile dell'América de Cali, ha debuttato in prima squadra il 28 febbraio 2022 nell'incontro di prima divisione colombiana vinto 2-0 contro l'Once Caldas; il 4 gennaio 2023 è stato ceduto in prestito al Fortaleza C.E.I.F. in seconda divisione, ed il 17 luglio 2023 è andato con la stessa formula all'Atlético Huila in prima divisione (e successivamente riconfermato con la medesima formula nel 2024, ma in seconda divisione). Rientrato a Cali, dopo una stagione da comprimario a partire dal 2025 si è guadagnato un posto da titolare al centro della difesa dei diablos rojos.
Il 17 luglio 2025 è stato acquistato a titolo definitivo dal Tondela, club della prima divisione portoghese.

### Nazionale
Ha giocato con la nazionale colombiana Under-23.

## Statistiche

### Presenze e reti nei club
Statistiche aggiornate al 3 agosto 2025.
| Stagione               | Squadra                | Campionato             | Campionato | Campionato | Coppe nazionali | Coppe nazionali | Coppe nazionali | Coppe continentali | Coppe continentali | Coppe continentali | Altre coppe | Altre coppe | Altre coppe | Totale | Totale | Totale |
| Stagione               | Squadra                | Comp                   | Pres       | Reti       | Comp            | Pres            | Reti            | Comp               | Pres               | Reti               | Comp        | Pres        | Reti        | Pres   | Reti   |        |
| ---------------------- | ---------------------- | ---------------------- | ---------- | ---------- | --------------- | --------------- | --------------- | ------------------ | ------------------ | ------------------ | ----------- | ----------- | ----------- | ------ | ------ | ------ |
| 2022                   | América de Cali        | A                      | 8          | 0          | CC              | 0               | 0               | CS                 | 1                  | 0                  | -           | -           | -           | 9      | 0      |        |
| 2023                   | Fortaleza C.E.I.F.     | B                      | 11         | 1          | CC              | 2               | 0               | -                  | -                  | -                  | -           | -           | -           | 13     | 1      |        |
| 2023                   | Atlético Huila         | A                      | 10         | 0          | CC              | 0               | 0               | -                  | -                  | -                  | -           | -           | -           | 10     | 0      |        |
| 2024                   | Atlético Huila         | B                      | 15         | 3          | CC              | 4               | 1               | -                  | -                  | -                  | -           | -           | -           | 19     | 4      |        |
| Totale Atlético Huila  | Totale Atlético Huila  | Totale Atlético Huila  | 25         | 3          |                 | 4               | 1               |                    | -                  | -                  |             | -           | -           | 29     | 4      |        |
| 2024                   | América de Cali        | A                      | 8          | 0          | CC              | 3               | 0               | -                  | -                  | -                  | -           | -           | -           | 11     | 0      |        |
| 2025                   | América de Cali        | A                      | 17         | 0          | CC              | 0               | 0               | CS                 | 3                  | 0                  | -           | -           | -           | 20     | 0      |        |
| Totale América de Cali | Totale América de Cali | Totale América de Cali | 33         | 0          |                 | 3               | 0               |                    | 4                  | 0                  |             | -           | -           | 40     | 0      |        |
| 2025-2026              | Tondela                | PL                     | 0          | 0          | CP+CdL          | 0               | 0               | -                  | -                  | -                  | -           | -           | -           | 0      | 0      |        |
| Totale carriera        | Totale carriera        | Totale carriera        | 69         | 4          |                 | 9               | 1               |                    | 4                  | 0                  |             | -           | -           | 82     | 5      |        |